# Thomas Francis Murphy
Thomas Francis Murphy (* 1953 in Dayton, Ohio) ist ein US-amerikanischer Schauspieler.

## Leben
Bevor er Filmschauspieler wurde, arbeitete Murphy in der Tierwirtschaft und in Fabrikhallen. Er absolvierte Ausbildungen zum Schutzhelm-Taucher, Krankenwagenfahrer, Sozialarbeiter und war als freiberuflicher Theaterkritiker tätig. Mitte bis Ende der 1980er Jahre beschloss er während er in Little Rock lebte, an einem Schauspielkurs teilzunehmen. Anschließend begann er in einigen Theatern zu spielen. Er bildete sich weiter in Einrichtungen wie dem Shakespeare & Co in Lenox und trat jahrelang in Off-Broadway-Häusern in New York auf, wo seine Darstellungen in den Stücken von Sam Shepard in der New York Times und mehreren anderen Publikationen großes Lob fanden. Murphy lebt seit 2013 in New Orleans.
Seine erste Filmrolle hatte er 2008 in Paper Covers Rock. Von 2014 bis 2015 war er in acht Episoden der Fernsehserie Salem in der Rolle des Reverend Lewis zu sehen. Er verkörperte von 2017 bis 2018 den Charakter Brion in der Fernsehserie The Walking Dead. In der Mini-Fernsehserie Filthy Rich spielte er 2019 den Hagamond Sheen in insgesamt sechs Episoden.

## Filmografie
- 2008: Paper Covers Rock
- 2008: Ein verlockendes Spiel (Leatherheads)
- 2010: Tracks (Kurzfilm)
- 2011: Toolbox Bandit (Kurzfilm)
- 2012: Leprechaun's Revenge (Fernsehfilm)
- 2012: The Baytown Outlaws
- 2013: Ghost Shark – Die Legende lebt (Ghost Shark) (Fernsehfilm)
- 2013: 12 Years a Slave
- 2013: Mega Alligators – The New Killing Species (Ragin Cajun Redneck Gators)
- 2013: Bonnie & Clyde (Mini-Fernsehserie, Episode 1x02)
- 2013: My Brother Jack
- 2014: True Detective (Fernsehserie, Episode 1x02)
- 2014: Barfuß ins Glück (Barefoot)
- 2014: Wicked Blood
- 2014: 13 Sins
- 2014: SnakeHead Swamp (Fernsehfilm)
- 2014: Rectify (Fernsehserie, Episode 2x05)
- 2014: Starve
- 2014: American Horror Story (Fernsehserie, Episode 2)
- 2014–2015: Salem (Fernsehserie, 8 Episoden)
- 2015: Dirty Trip
- 2015: Zipper
- 2015: Jingle Boyz
- 2015: Focus
- 2015: Demonic – Haus des Horrors (Demonic)
- 2015: Sweet Kandy
- 2015: Terminator: Genisys
- 2015: Self/less – Der Fremde in mir (Self/less)
- 2015: Sisters of the Plague
- 2015: Der Kandidat – Macht hat ihren Preis (The Runner)
- 2015: Zoo (Fernsehserie, Episode 1x13)
- 2015: The Parallax Theory (Mini-Fernsehserie, 2 Episoden)
- 2016: My Father Die
- 2016: Lügenspiel (The Whole Truth)
- 2016: Abattoir
- 2016: Free State of Jones
- 2016: Ozark Sharks
- 2016: Race to Redemption
- 2016: LBJ
- 2016: The Follower (Fernsehfilm)
- 2017: Mississippi Murder
- 2017: Outsiders (Fernsehserie, 2 Episoden)
- 2017: Jeepers Creepers 3
- 2017: Mindhunter (Fernsehserie, Episode 1x01)
- 2017: Genauso anders wie ich Same Kind of Different as Me
- 2017: Loneliness
- 2017: Camera Store
- 2017–2018: The Walking Dead (Fernsehserie, 7 Episoden)
- 2018: The Domestics
- 2018: Out of Blue
- 2019: The Demonologist
- 2019: Darlin’
- 2019: Navy CIS: New Orleans (Fernsehserie, Episode 5x19)
- 2019: Bull (Fernsehserie, Episode 3x20)
- 2019: Filthy Rich (Mini-Fernsehserie, 6 Episoden)
- 2019: Gothic Harvest
- 2019: Faith
- 2019: Darlin’
- 2020: Neues aus der Welt (News of the World)
- 2021: Reminiscence – Die Erinnerung stirbt nie (Reminiscence)
- 2022: Mr. Harrigan’s Phone